# Herbert Monkowski
Herbert Monkowski (* 8. Juni 1934 in Allenstein, Ermland; † 19. Januar 2023) war ein deutscher Heimatforscher und Publizist.

## Leben
Die Familie flüchtete Ende Januar 1945 vor der anrollenden Roten Arme nach Pillau, dann über die Ostsee auf einem Minenboot, das in der Nacht am 30. Januar 1945 noch mehrere Schiffbrüchige der sinkenden Wilhelm Gustloff an Bord nahm. Danach lebten sie einige Monate in Waren (Müritz) in einer Notunterkunft. Nach der Besatzung durch die sowjetische Kommandantur kamen sie jedoch im Sommer 1945 in die Volksrepublik Polen zurück und lebten in Jomendorf (polnisch Jaroty) bei Allenstein. Herbert Monkowski besuchte die polnische Volksschule, erlernte das Tischlerhandwerk, arbeitete in der Marceli-Nowotko-Tischler-Genossenschaft (Spółdzienia Stolarska im. Marcelego Nowotki) und legte nach einigen Jahren die Meisterprüfungen zum Möbeltischler und Schreiner ab. Im Rahmen der Familienzusammenführung siedelte er im Jahr 1966 mit der Familie in die Bundesrepublik Deutschland nach Meinerzhagen (Sauerland) aus. Zuerst arbeitete er rund drei Jahre in einem Schreinerbetrieb, dann im Möbelgroßhandel und zuletzt bei der Stadtverwaltung Meinerzhagen (Kulturamt).
Nach der Ausrufung des Kriegsrechts im Dezember 1981 in Polen gründete er die „Polenhilfe Meinerzhagen“ und organisierte in den Jahren 1981–1983 mehrere LKW-Transporte mit Lebensmitteln, Kleidung, Medikamenten und Medizintechnik nach Warmia.  Er war einer der Begründer und wirkte seit dem Jahr 1980 bei dem Heimatjahrbuch „Jomen-Post“ für die ehemaligen Einwohner des Kirchspiels Bertung (polnisch Bartąg).
Herbert Monkowski war ab 1980 Mitglied der Kreisgemeinschaft Allenstein-Land e. V. und ab April 2007 der Kreistagsvorsitzender (bis 1. Mai 2012). Er war langjähriges Mitglied des Bundes der Vertriebenen (Ortsverband Meinerzhagen), ab 1990 Mitglied der Allensteiner Gesellschaft Deutscher Minderheit (AGDM) (Olsztyńskie Stowarzyszenie Mniejszości Niemieckiej) in Olsztyn, Freunde der Stadt Allenstein (Towarzystwo Przyjaciół Olsztyna) und der Stiftung Borussia.
Für seine Verdienste und das soziale Engagement erhielt er im Juni 1990 in Olsztyn das Abzeichen „Für Verdiente für Ermland und Masuren“ (Odznaka „Zasłużonym dla  Warmii i Mazur“). Im Jahr 1991 verlieh ihm der Bundespräsident Richard von Weizsäcker  das Bundesverdienstkreuz am Bande. Im Juni 1996 wurde er zum Ritter des Sankt-Stanislaus-Ordens  geschlagen (Ritterschlag vom Juliusz Nowina-Sokolnicki) und erhielt den Orden des hl. Stanislaus (Offizierskreuz). Am 30. Januar 2010 überreichte ihm im Ostheim in Bad Pyrmont der Sprecher der Landsmannschaft Ostpreußen e. V. Wilhelm von Gottberg das Ehrenzeichen in Gold.
Als Kreisvertreter der Kreisgemeinschaft Allenstein-Land lud Herbert Monkowski am Anfang 2010 gemeinsam mit dem polnischen Erzbischof Wojciech Ziemba, dem polnischen Landrat und dem Stadtpräsidenten Olsztyns den Hochmeister und Generalabt des Deutschen Ordens Dr. Bruno Platter in das Ermland ein. Am 3. Juli 2010 wurden fünf Gedenksteine entlang des „Bischofswegs“ für ehemalige ermländische Bischöfe eingeweiht u. a. für den ersten ermländischen Bischof Anselm von Meißen (1210–1278). Am 14. April 2011 verlieh der Woiwodschaftsmarschall der Woiwodschaft Ermland-Masuren Jacek Protas in der Kirche in Groß Kleeberg (seit 1945 Klebark Wielki) an Herbert Monkowski das Ehrenzeichen für Verdienste für die Woiwodschaft Ermland-Masuren (Odznaka honorowa za zasługi dla Województwa Warmińsko-Mazurskiego).

## Auszeichnungen / Ehrungen
- 1990: Abzeichen „Für Verdiente für Ermland und Masuren“
- 1991: Bundesverdienstkreuz am Bande
- 1996: Ritter des Sankt-Stanislaus-Ordens
- 1996: Orden des Heiligen Stanislaus (Offizierskreuz)
- 2010: Ehrenzeichen in Gold der Landsmannschaft Ostpreußen e. V.[5]
- 2011: Ehrenzeichen für Verdienste für die Woiwodschaft Ermland-Masuren
- 2014: Ehrenvorsitzender der Kreisgemeinschaft Allenstein-Land[6]

## Publikationen (Auswahl)
- 650 Jahrfeier Grieslienen. In: 39. Heimatjahrbuch Weihnachten 2008, S. 106.
- Jomendorf-Treff am 13. September 2008. In: 39. Heimatjahrbuch Weihnachten 2008, S. 170–172.
- Das gemeinsame Erbe erhalten. Die Zukunft gemeinsam gestalten. In: 39. Heimatjahrbuch Weihnachten 2008, S. 309–311.
- Der Friedhofsengel von Schönbrück. In: 40. Heimatjahrbuch Weihnachten 2009, S. 82–83.
- Gedenkstein für Bischof Maximilian Kaller. In: 40. Heimatjahrbuch Weihnachten 2009, S. 92–95.
- Besinnung. Zusammenfassung des Zweiten Weltkrieges. In: 40. Heimatjahrbuch Weihnachten 2009, S. 257.
- Der Hochmeister des Deutschen Ordens zu Besuch im Ermland und Masuren. In: 41. Heimatjahrbuch Weihnachten 2010, S. 301–309.
- Zum Tode von Kardinal Georg Sterzinsky. In: 42. Heimatjahrbuch Weihnachten 2011, S. 159–160.
- Friedhöfe in der Landschaft Ermland und Masuren. In: 42. Heimatjahrbuch Weihnachten 2011, S. 170.
- Mein 18tes Lebensjahr (Christine Czyborra). In: 42. Heimatjahrbuch Weihnachten 2011, S. 255–260.
- 20 Jahre sind vergangen... (AGDM). In: 42. Heimatjahrbuch Weihnachten 2011, S. 281–282.
- Das Kirchspiel Wuttrienen. In: 43. Heimatjahrbuch Weihnachten 2012, S. 55–56.
- Friedhöfe in der Heimat. In: 43. Heimatjahrbuch Weihnachten 2012, S. 152–153.
- 600 Jahre Wuttrienen – der Festverlauf. In: 43. Heimatjahrbuch Weihnachten 2012, S. 254–255.